# Caisse publique de prêts sur gages
La Caisse publique de prêts sur gages (CPPG) est un établissement autonome de droit public permettant d'emprunter de l'argent en échange du dépôt d'un objet de valeur. 

## Histoire
La CPPG a été fondée en 1872 à Genève, en Suisse. L'importance des monts-de-piété a diminué vers 1960 au profit des établissements de crédit à la consommation (petit crédit). La CPPG, avec la Pfandleihkasse qui est elle adossée à la Banque Cantonale de Zurich, est l'un des deux derniers établissement publics de prêt sur gage encore en activité en Suisse. Comme le Crédit municipal en France, la CPPG exploite le monopole du Mont-de-Piété à Genève.
Elle fête ses 150 années d'existence en 2022.